# Assedio di Rakvere (1574)
L'assedio di Rakvere del 1574 fu condotto dagli svedesi a danno della città di Rakvere, nell'odierna Estonia, allora controllata dai russi (nota anche in russo come Rakovor o Wesenberg in tedesco). Si svolse da gennaio a marzo 1574, durante la Prima guerra del nord, comportando lo scontro tra mercenari tedeschi e scozzesi (1500 di questi ultimi morirono). Un successivo assalto si verificò nel 1581.

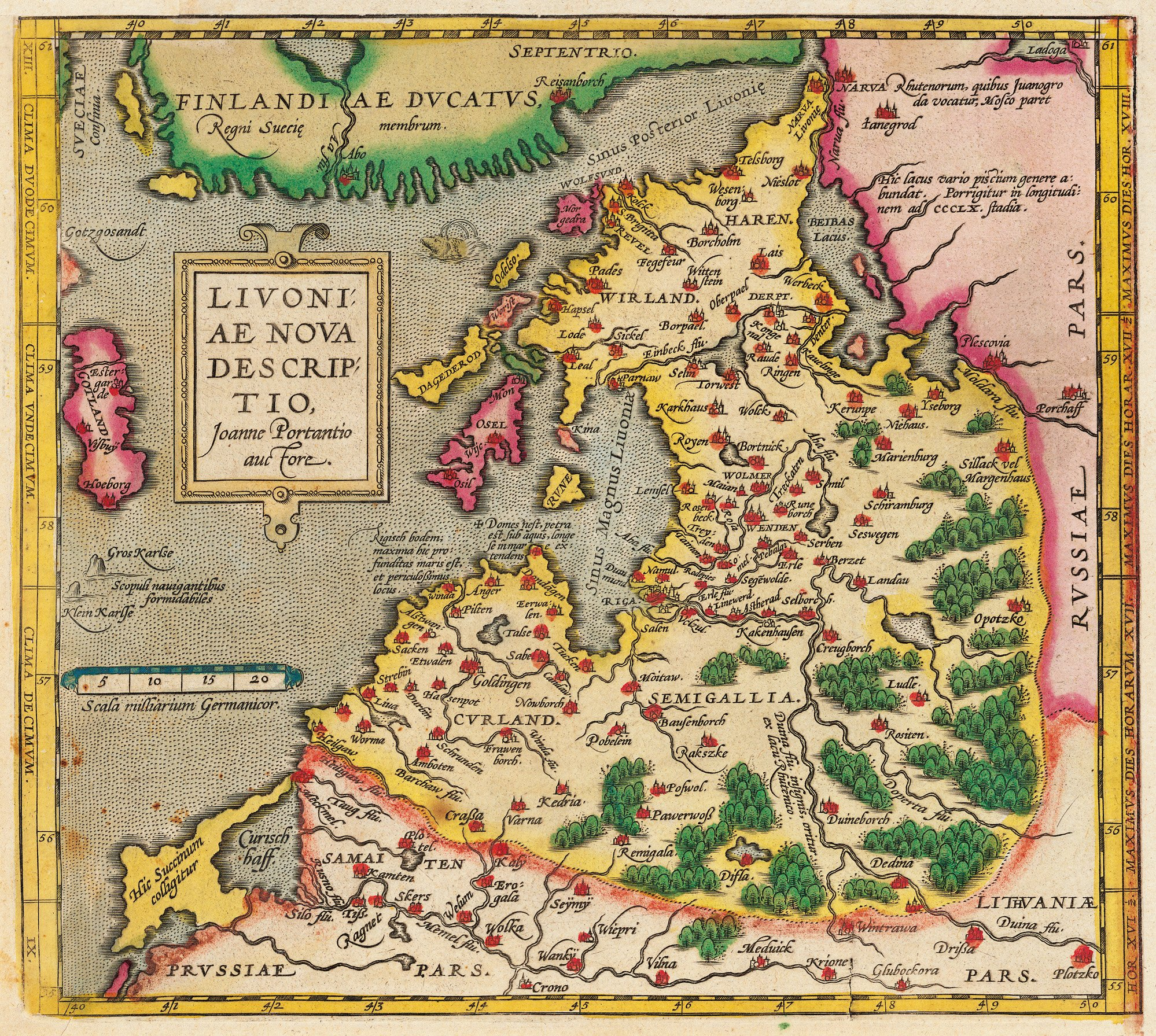
La Livonia (inclusa l'Estonia) in una mappa dell'epoca.

## Contesto
Anche se il Trattato di Stettino del 1570 aveva posto formalmente fine alla Guerra del nord dei sette anni nel mar Baltico, la Prima guerra del nord proseguì per la conquista della costa baltica orientale, precedentemente controllata dallo Stato monastico dei Cavalieri Teutonici.
La città di Rakvere fu allora assediata in quanto roccaforte russa situata nella costa meridionale del Golfo di Finlandia, a metà strada tra Tallinn (sottomessasi alla Svezia nel 1561) e Narva (conquistata da Ivan IV di Russia nel 1558).

## Preludio
Giovanni III, re di Svezia dal 1568, dovette gestire le offensive russe lungo gli stanziamenti svedesi in Estonia per tutti gli anni 1570. Tallinn aveva resistito all'assedio dei russi del 1570-1571, ma tante altre piccole cittadine erano state sottomesse. L'avanzata russa si concluse con il sacco di Weissenstein (Paide) del 1573. Dopo l'episodio, le forze russe bruciarono vivi i comandanti della guarnigione svedese di Paide, costringendo re Giovanni III a condurre una campagna di rappresaglie che cominciasse da Rakvere.
La campagna cominciò a Tallinn, dove la Svezia concentrò tutte le sue truppe, insieme a 4000 o 5000 scozzesi. Già nel 1572 Giovanni III aveva richiesto che al nobile Archibald Ruthven di reclutare compatrioti scozzesi per consolidare l'esercito livoniano. Ruthven raccolse oltre 3000 fanti e 760 cavalieri, giunti a Alvsborg (Svezia) tra giugno e luglio 1573. Qui furono suddivisi in subunità e marciarono verso la costa orientale della Svezia, ma vi furono dei ritardi nell'erogazione del compenso e così alcuni mercenari si unirono in ritardo alla marcia, depredarono le campagne o si rivoltarono contro Ruthven.
Arrivati a Stoccolma e nei porti di Östergötland, furono raggiunti da altri 300 cavalieri scozzesi e trasferiti, via mare, a Tallinn a settembre. Lì li attesero ulteriori truppe svedesi, finlandesi e mercenari tedeschi (cavalieri e artiglieri). A novembre l'esercito partì alla volta di Rakvere, sotto la guida di Klas Akesson Tott e del comandante Pontus de la Gardie. La marcia fu nuovamente posticipata a causa delle truppe scozzesi, che richiesero il pagamento con un mese d'anticipo, costringendo de la Gardie a vendere parte dei suoi gioielli pur di soddisfare le richieste dei militari.

## Assedio

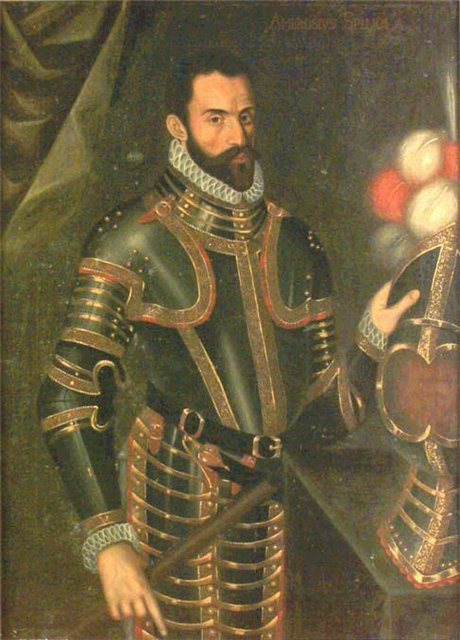
Pontus de la Gardie

Nel gennaio 1574 Rakvere fu attaccata due volte, senza successo. Il terzo assalto risale al 2 marzo 1574, quando le truppe svedesi persero almeno mille uomini. Gli svedesi, dunque, tentarono di scavare dei tunnel e di appiccare incendi per la città, invano. De la Gardie ritirò parte del suo esercito per spedirlo vicino a Tolsberg (Toolse) e Dorpat (Tartu), ma anche questi assedi furono inutili.
Perciò, le truppe svedesi si demoralizzarono e la carenza di razioni e munizioni fece salire la tensione, specialmente dopo le accuse della fazione tedesca mosse contro la delegazione scozzese. Il 17 marzo 1574 una zuffa tra mercenari tedeschi e scozzesi, sorta apparentemente dopo qualche insulto e birra non pagata, andò rapidamente fuori controllo.
Ruthven fu gravemente ferito e lo stesso dicasi anche per gli altri generali, come Tott e de la Gardie, che dovettero desistere dall'interrompere gli scontri. Rimasti senza comandanti, i mercenari scozzesi sopraffecero gli artiglieri tedeschi, impossessandosi di tutte le loro armi e puntandole contro la cavalleria tedesca. Alla fine morirono 30 tedeschi e almeno 1500 scozzesi. 70 scozzesi fuggirono da Rakvere ma furono poi catturati e portati a Mosca.
Nel marzo 1574 i comandanti svedesi capirono che ormai l'assedio non sarebbe più riuscito e, a fronte delle numerose vittime, abortirono la missione e ritirarono tutte le truppe da Tallinn.

## Conseguenze
Di conseguenza, Giovanni III di Svezia sollevò Tott dal comando nella Livonia e lo sostituì con de la Gardie. Inoltre, il re decise di non condurre più alcuna spedizione facendo affidamento così tanto sui mercenari, intralciato dall'organizzare una qualsiasi offensiva dopo i processi condotti a Reval per tutto il 1574. Ivan IV ne approfittò fino al 1578, quando la Battaglia di Wenden stravolse le carte in tavola.
Nel 1580 la Svezia conquistò Kexholmslan. Nell'inverno 1580-1581 Pontus de la Gardie condusse l'esercito svedese oltre il Golfo di Finlandia ghiacciato, conquistò Rakvere e da lì si diresse a Narva, catturando la città il 6 settembre 1581 assassinando la popolazione locale. Il suo esercito, in breve, conquistò e saccheggiò tutte le restanti roccaforti russe in Estonia.